# Ale Saarvala

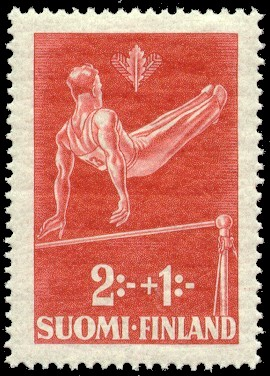
Ale Saarvala.

Aleksanteri "Ale" Saarvala (tidigare Schabarin), född 9 april 1914 i Viborg, död 7 oktober 1989 i Toronto, var en finländsk gymnast. 
Saarvala vann 1931 som 15-åring FM för juniorer och följande år både junior- och senior-FM. Vid Berlin-OS 1936 tog han guld på räck, lagbrons sammanlagt och var 19:e i mångkamp. Saldot vid London-OS 1948 var guld i lag, en 4:e plats på räck, en 8:e plats på häst och en 17:e plats i mångkamp. Han blev finländsk mästare i mångkamp 1932 och 1933, noterade sju grensegrar 1932–1934 och tre FM i lag 1932–1935. Specialnumret var dubbelvolt på räck med motgrepp. 
Saarvala var Finlands förste olympiske guldmedaljör i gymnastik och hedrades 1945 med ett specialfrimärke av Aarne Karjalainen. Saarvala var yrkesverksam som murare och kvarnskötare och från 1957 bosatt i Kanada.  